# فرانك سي. ماثيوز
فرانك سي. ماثيوز (بالإنجليزية: Frank C. Matthews)‏ (13 يوليو 1972، بروكلين في الولايات المتحدة)؛ روائي أمريكي.